# Parrish
Parrish (bra: No Vale das Grandes Batalhas) é um filme estadunidense de 1961, do gênero drama, dirigido por Delmer Daves, estrelado por Troy Donahue, Claudette Colbert e Karl Malden, e coestrelado por Dean Jagger, Connie Stevens, Diane McBain e Sharon Hugueny. O roteiro do próprio Daves foi baseado no romance homônimo de 1958, de Mildred Savage.
A trama retrata a história de um homem que começa a trabalhar em uma fazenda de plantação de tabaco e vê seu mundo se estremecer quando sua mãe se casa com um rival.
A produção marcou o último trabalho cinematográfico de Colbert, que decidiu diminuir o fluxo de sua carreira por razões pessoais e por não gostar dos papéis que estavam sendo oferecidos a ela. "Fiquei tão enojada. De repente, pensei: se esse é o tipo de coisa que me oferecem, então esqueça!", ela disse.

## Sinopse
Parrish McLean (Troy Donahue) vive com Ellen (Claudette Colbert), sua mãe viúva, na plantação de tabaco de Sala Post (Dean Jagger), no Vale do Rio Connecticut. Mesmo sem conhecimento sobre o cultivo do tabaco, Parrish consegue um emprego como ajudante na fazenda de Post e logo descobre que gostaria de fazer disso sua carreira. Enquanto isso, sua mãe acaba se casando com Judd Raike (Karl Malden), o rival implacável de Sala, que busca prejudicar seus negócios. Judd insiste que Parrish aprenda o negócio de sua maneira, o que pode gerar situações desgastantes e complicadas.

## Elenco
- Troy Donahue como Parrish McLean
- Claudette Colbert como Ellen McLean
- Karl Malden como Judd Raike
- Dean Jagger como Sala Post
- Connie Stevens como Lucy
- Diane McBain como Alison Post
- Sharon Hugueny como Paige Raike
- Dub Taylor como Teet Howie
- Hampton Fancher como Edgar Raike
- David Knapp como Wiley Raike
- Saundra Edwards como Evaline Raike
- Sylvia Miles como Eileen
- Bibi Osterwald como Rosie
- Madeleine Sherwood como Addie
- Hayden Rorke como Tom Weldon

Não-creditados
- Hope Summers como Mary Howie
- Frank Campanella como Capataz
- Carroll O'Connor como Chefe dos Bombeiros
- Vincent Gardenia como Frentista
- Alfonso Marshall como Gladstone
- John Barracudo como Willis
- Terry Carter como Cartwright
- Ford Rainey como John Donati
- Gertrude Flynn como Srta. Daly
- House Jameson como Oermeyer
- Don Dillaway como Max Maine

## Produção
a Warner Bros. comprou os direitos de exibição do romance, mesmo antes de sua publicação, por um valor estimado entre US$ 160.000 e US$ 200.000. Quando o romance foi lançado em 1958, o jornal The New York Times o elogiou como uma "estreia impressionante".
Em 1958, Joshua Logan era o diretor e produtor do filme, e John Patrick era o encarregado de escrever o roteiro. Uma busca nacional por novos talentos foi divulgada para encontrar um ator que pudesse interpretar Parrish McLean, embora Anthony Perkins fosse o ator favorito para assumir o papel. Em 1959, Natalie Wood foi anunciada como uma possível personagem coadjuvante depois de resolver uma "disputa contratual" com a Warner Bros. Janet Leigh era a outra atriz cogitada. Os chefes de produção da Warner começaram a sondar o marido de Wood, Robert Wagner, para o papel principal masculino. Clark Gable e Laurence Olivier também chegaram a ser cogitados.
As filmagens estavam inicialmente programadas para começar em junho de 1959. No entanto, Logan havia sido substituído por Delmer Daves, que assumiu a direção na mesma época em que Troy Donahue foi escalado como Parrish, o protagonista masculino. Em uma entrevista de 1960, Donahue indicou que Logan havia abandonado o projeto devido a "algum tipo de divergência sobre o roteiro".
A fotografia principal finalmente começou em 12 de maio de 1960. Partes do filme foram gravadas em East Windsor e Poquonock, em Connecticut. Mildred Savage, cujo romance inspirou o filme, era uma visitante frequente do set. Durante as filmagens, ela foi citada como dizendo:
"Meu tema central – e felizmente o Sr. Daves concorda com isso – é que os jovens de hoje não são nem 'derrotados' nem 'perdidos'. Eu queria mostrar um herói afirmativo que pode estar confuso por causa de sua juventude e problemas sexuais, mas que ainda é masculino, autêntico e otimista – capaz de seguir em frente por conta própria. A ideia de ambientar essa história na indústria do tabaco veio por último. Pareceu sensato colocar um jovem vigoroso e saudável para trabalhar na terra".
Daves diferenciou o filme de sua produção anterior, "A Summer Place":
"Eu tentei dramatizar o terrível fim da comunicação entre pais e filhos. Aqui, neste dia de identificação em massa, mostro a necessidade de um jovem estabelecer a sua liberdade individual contra o impulso crescente do mundo no sentido da conformidade".
Este foi o primeiro filme de Claudette Colbert em nove anos. "Na verdade, eu não tinha a intenção de fazer outro filme", admitiu na época. "Aceitei [fazer] este porque senti que tinha um ponto de vista. A mãe quer romper o cordão de prata e levar uma vida sexual normal própria". Karl Malden, sobre o elenco do filme, disse: "Trabalhar com esses jovens às vezes é um pouco difícil. Ainda assim, eles estão ansiosos e estão aprendendo. E sempre podemos refazer se algo der errado".

## Recepção
O filme foi um sucesso de bilheteria, mas recebeu poucos elogios da crítica especializada. Thomas Meehan, em sua crítica para o The New York Times, escreveu que o filme é "puro camp".
Em 1967, Troy Donahue descreveu o filme como o mais satisfatório de sua carreira até então. "Eu tive o melhor roteiro e a melhor oportunidade como ator", disse ele. "Não muitos desses vieram até mim".

## Trilha sonora
Max Steiner compôs a trilha sonora do filme. Neste filme, ele utilizou a crença de que "cada personagem deve ter uma música temática". Além das canções "Tobacco Theme" (tema do herdeiro do tabaco Parrish McLean), "Paige's Theme", "Allison's Theme", "Lucy's Theme" e "Ellen's Theme"; a trilha sonora também incluiu a música "Someday I'll Meet You Again", feita por Steiner para o filme "Passage to Marseille" (1944). O lado 2 do álbum da trilha sonora apresentava George Greeley como pianista convidado, tocando três dos temas do filme, juntamente com dois outros temas de filmes que possuíam a trilha sonora de Steiner – "Tara's Theme", de "Gone with the Wind" (1939), e a música tema de "A Summer Place" (1959). Greeley também foi destaque em diversos singles lançados pela Warner Bros. Records.